# L'Homme qui valait 500 000 $
L'Homme qui valait 500 000 $ est le quatorzième album de la série de bande dessinée Blueberry de Jean-Michel Charlier (scénario) et Jean Giraud (dessin). Publié en 1973, c'est le deuxième album du cycle du trésor des Confédérés (trois tomes).

## Résumés

### Court
La ville mexicaine de Chihuahua et ses alentours sont le théâtre de divers affrontements entre Blueberry, le gobernador Lopez, Chihuahua Pearl, le commandante Vigo, les jayhawkers Kimball et Finley, ainsi que MacClure et Red Neck. Ils sont tous à la recherche du trésor des Confédérés, dont le secret est détenu par un ancien colonel sudiste enfermé dans le « bagne-forteresse de Corvado ».

### Détaillé
La page de couverture de l'album publié en 1973 montre la tête de Blueberry en gros plan, chapeau sur la tête et revolver colt à la main, qui regarde à travers une fenêtre dont la vitre est brisée. Les deux premières pages dessinées de l'album reviennent sur les évènements qui ont été narrés dans Chihuahua Pearl et présentent les personnes impliquées.
Dès son arrivée à Chihuahua, Vigo envoie ses hommes chercher des indices pour trouver Blueberry. Quelques heures plus tard, l'un de ses hommes ramène un paysan qui a mis la main sur les chevaux de Blueberry. Devant son refus de révéler ce qu'il sait, Vigo ordonne à l'un de ses hommes de le frapper. C'est ainsi qu'il apprend que Blueberry s'est installé à la Casa Roja. Vigo s'y rend immédiatement pour découvrir que Blueberry n'est plus en ville, mais que le gobernador Lopez sait peut-être où il se trouve.

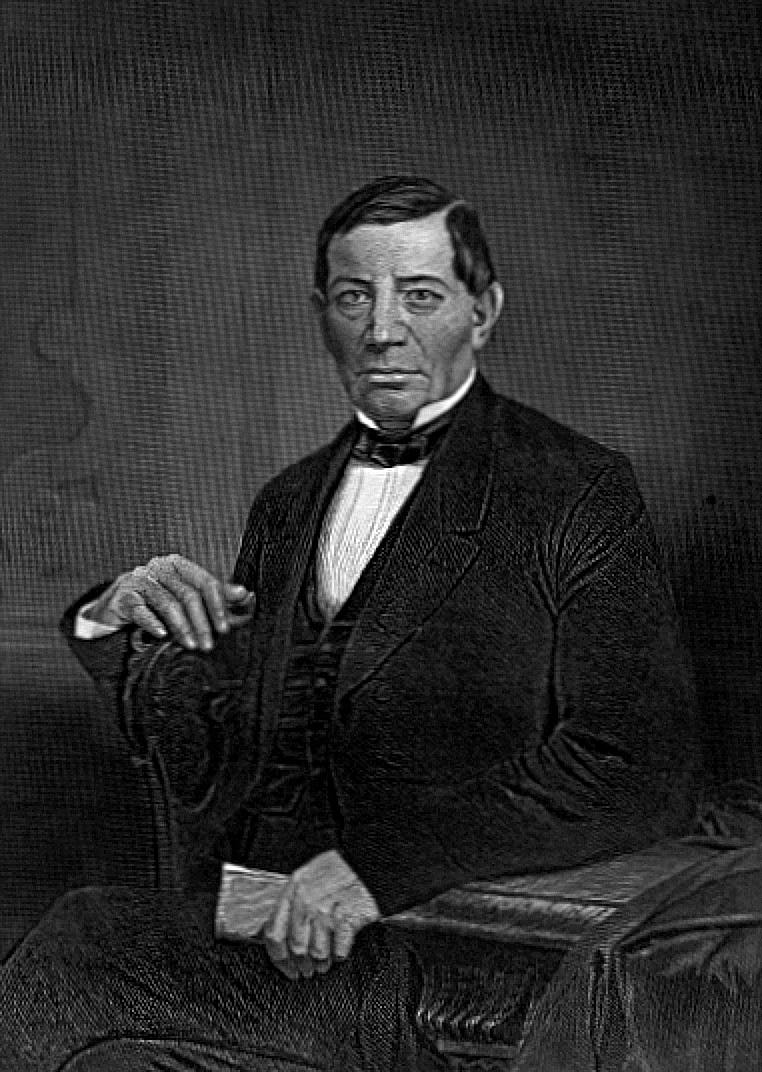
Benito Juárez en 1873.

Vigo se rend au palais de Lopez en compagnie de quelques hommes et se présente comme « chargé d'une mission par El Libertador lui-même », affirmant avoir « des pouvoirs absolus ». Lopez doute que Blueberry vaille autant d'efforts, « même s'il avait dix meurtres sur la conscience ». Il exige de connaître « l'enjeu de la partie ». C'est ainsi qu'il apprend que Vigo est à la recherche du trésor des Confédérés. Revenu de son étonnement, Lopez promet d'aider en lançant des patrouilles et en offrant une récompense pour la capture de Blueberry. Une fois Vigo parti, Lopez tire des plans pour s'emparer du trésor. Il retourne à Chihuahua, où il rencontre son espion qui lui affirme que Blueberry « rôde autour de Corvado ».
Arrivés à Chihuahua, MacClure et Red Neck s'installent à la Casa Roja, où ils découvrent Chihuahua Pearl faisant un spectacle : « Cette poupée fait fondre mon vieux cœur ! » Boudini les repère dans la salle et entame la conversation. À peine a-t-il commencé à discuter que les deux hommes tombent par terre, saouls. Au même moment, Kimball et Finlay « interpellent » Boudini. Menaçant ce dernier, il leur révèle que Blueberry se cache près de Corvado. Avant de quitter le saloon, les deux font emprisonner MacClure et Red Neck pour « ne pas les avoir trop vite sur les talons ! »
Le lendemain matin, Blueberry découvre à son réveil que des Mexicains l'encerclent, certains buvant du café. Emmené à Corvado, il réfléchit à qui aurait pu le trahir. « Une seule personne connaissait ma cachette ! » : Boudini. Installés sur un promontoire, Kimball et Finlay observent aux jumelles la capture de Blueberry, ce qui désole Kimball, mais Finlay le rassure : « la partie est loin d'être finie ! »
Alors que les jayhawkers retournent à Chihuahua, ils sont arrêtés par MacClure et Red Neck, qui les menacent au fusil et à la dynamite. Ils veulent être remboursés pour les 340 pesos qu'ils ont dû payer pour sortir de prison. Kimball met en garde les deux hommes : « Feriez mieux de vous occuper de votre copain Blueberry ». Après quelques instants de négociations, les quatre s'entendent : ils vont unir leurs forces pour libérer Blueberry et prendront « le temps de s'expliquer après ».
Des hommes mènent Blueberry à Lopez, qui affirme tout savoir sur le trésor des Confédérés. Blueberry fait semblant d'ignorer de quoi parle Lopez : l'un de ses hommes l'assomme d'un coup du plat d'une machette. De plus, un autre homme le fouette pendant « cinq minutes ». Lopez ordonne à l'une de ses servantes de le ranimer en lui faisant boire du pulque. Blueberry en profite pour dire à la servante que Chihuahua Pearl lui « donnera cinquante pesos » si elle est prévenue de son sort. Voyant qu'il refuse de parler, Lopez le fait poursuivre par un crotale au bout d'une perche et prêt à le mordre. Lorsque Blueberry demande pitié, Lopez veut entendre ce qu'il a à révéler avant de le laisser boire.
Blueberry parvient à boire de l'« agua enchilada », de l'eau glacée dans laquelle des piments forts ont macéré, ce qui lui brûle la bouche. Chihuahua Pearl apparaît alors qu'il se tient la tête en hurlant. En échange de la libération de Blueberry, elle accepte d'épouser Lopez, mais exige « une noce qui coupe le souffle à tous les bouseux [...] dans ce pays pourri ». Lopez accepte le marché, mais fait enfermer Blueberry dans une cellule où il ne peut ni se tenir debout, ni s'allonger. Plus tard, Lopez questionne à nouveau Blueberry, ce dernier lui révèle que « le secret du trésor » est détenu par l'un des prisonniers. Il promet de livrer l'homme « contre [sa] liberté et une part du magot ».
MacClure et Red Neck contactent Chihuahua Pearl pour en savoir plus sur ce qui se trame à Corvado. Ils s'introduisent dans sa chambre, pistolet au poing. Elle les apostrophent : « Rengainez vos pétoires, imbéciles [...] On est du même bord ! » Ils apprennent qu'elle veut aussi faire libérer Blueberry, mais qu'il faut se méfier de Boudini, car elle sait qu'il espionne pour le compte de Lopez. Red Neck révèle qu'ils ont un plan pour attaquer Corvado, mais qu'il « [faudrait] que la garnison soit affaiblie au maximum ». La femme leur dit qu'elle avait envisagé cette éventualité et a demandé que la garnison de Lopez lui rende les honneurs lors du mariage.
Blueberry est mis au travail dans la « mine à ciel ouvert du domaine [de Corvado] ». Alors qu'il cherche un moyen de prendre contact avec Trevor, Lopez lui affecte un garde qui a pour consigne de le tuer s'il trahit. Le soir, le garde fait son rapport : « Il n'a parlé à personne de toute la journée », car il est sur ses gardes. Lopez décide de faire relâcher la surveillance et de recourir à un « mouton » pour piéger Blueberry. La nuit, un prisonnier, Reagan, propose à Blueberry de s'enfuir avec lui, mais ce dernier rejette la proposition. Le lendemain, affecté à la corvée d'eau, il contacte le colonel sudiste, Trevor, et lui remet discrètement une « plaque d'immatriculation (sic) de l'armée » gravée.
Plus tard, Blueberry s'entend avec Reagan pour s'évader « la nuit prochaine ». De leur côté, pour faciliter le plan mis au point avec les jayhawkers, MacClure et Red Neck montent une mise en scène dans la chambre de Chihuahua Pearl, s'assurant que Boudini, qui loge dans une chambre voisine, les entendent : « Nous serons une bonne trentaine, cachés dans la foule [...] En échange de sa vie, il faudra bien qu'il relâche Blueberry ». Le lendemain, Boudini dénonce le prétendu plan à Lopez. Ce dernier croit tenir Chihuahua Pearl, qui « sera prête à tout pour se faire pardonner ».
Reagan prend contact avec Lopez le même matin, lequel prend ses dispositions pour éviter qu'il ne soit enlevé lors de son mariage. Un officier lui fait remarquer qu'« il est dangereux de laisser une garnison aussi faible à Corvado ». Lopez réplique que tous les prisonniers seront « bouclés en cellules, fers aux pieds... et toutes les poternes de l'enceinte seront verrouillées ». De son côté à la mine, Blueberry communique à Trevor le moment de l'évasion.

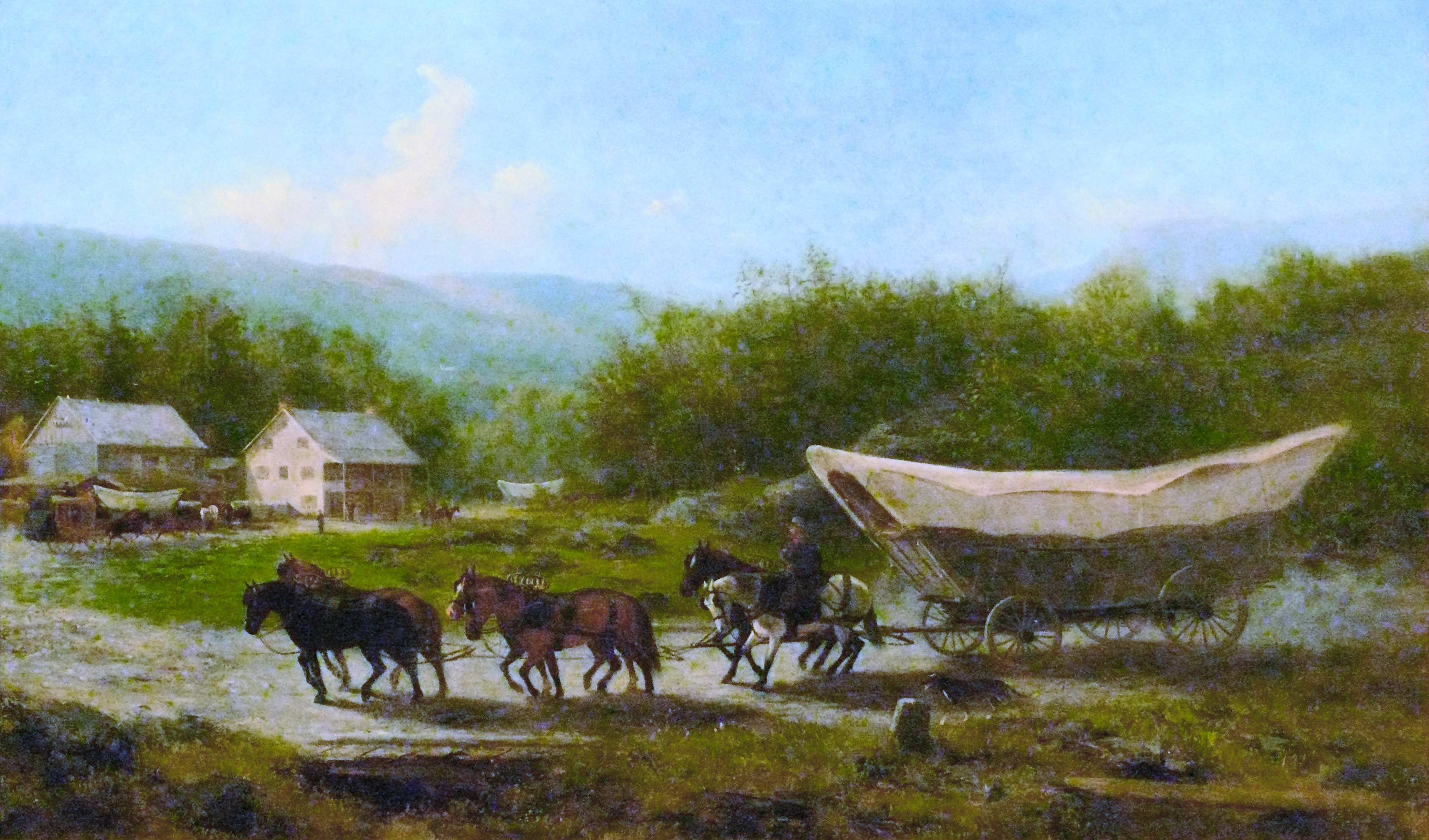
Un chariot en bois couvert par une bâche.

Des jayhawkers amènent près de Corvado un chariot vide et le chargent « de quartiers de rocs ». Par la suite, MacClure et Red Neck installent des bâtons de dynamite dans le chariot qui est ensuite mis en position sur le haut d'une colline qui surplombe Corvado. À la prison, Reagan feint d'être fiévreux, ce qui incite les gardes à le sortir de prison, Blueberry le supportant. Quelques minutes plus tard, les deux assomment leur garde et Reagan en profite pour prendre une corde de clocher dans une vieille chapelle.
Quelques instants plus tard, les deux sont à la porte du « quartier des condamnés à mort ». Ils prennent discrètement d'assaut la place et font libérer Trevor. Ensuite, les trois se dirigent vers l'un des murs extérieurs de la place forte. Pour empêcher un garde de donner l'alerte, Trevor propose de le tuer d'un coup de revolver, mais Blueberry propose un autre plan, moins bruyant. Profitant de la nuit et de l'absence momentanée du garde, il se glisse sous la passerelle de guet. Lorsque le garde passe au-dessus de lui, Blueberry utilise la corde comme lasso et la projette autour du cou du garde.
Le garde tombé, les trois hommes montent une échelle et descendent le long du mur de la forteresse. Lorsque vient le tour de Reagan, il refuse de descendre et déclare : « C'est à vous de vous débrouiller, maintenant... » Blueberry comprend en un instant qu'ils ont été trahis. Bien qu'ils soient encerclés par des soldats mexicains, Trevor tire un coup de revolver vers Reagan, qui tombe raide mort tué d'une balle « entre les deux yeux ! »
Attachés à une pièce en bois qui retient leurs mains dans les airs, les deux hommes sont menés à Lopez qui exige de connaître l'endroit où se trouve le trésor, mais Trevor feint de ne rien savoir. Devant ce refus, Lopez réplique : « Je te confie au bon Chang-Li », un bourreau chinois à son service. Lopez en profite pour mentionner qu'il va épouser le jour même Chihuahua Pearl. Blueberry, se servant de la pièce de bois comme arme, profite de la proximité de Lopez pour lui asséner un violent coup dans le ventre.

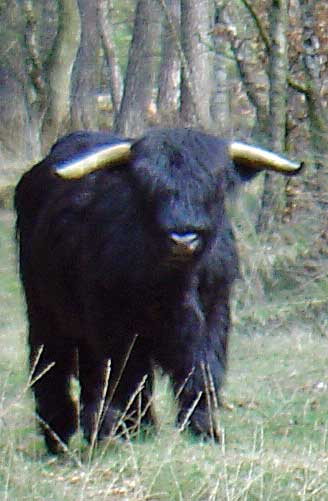
Un toros noir des Highlands.

À Chihuahua, Boudini entre dans la chambre de Chihuahua Pearl et impose sa présence : « [Lopez] m'a enjoint, sur ma tête, de ne pas vous quitter d'une semelle ». De leur côté, les jayhawkers, MacClure et Red Neck ont finalisé leurs préparatifs. Les jayhawkers se sont emparés de toros lors de la nuit précédente. Ils observent le départ de Lopez vers Chihuahua : « Il ne reste plus dans Corvado qu'une poignée de soldats ! ... Cette Chihuahua Pearl est une petite futée ! » Ils attendent ensuite une heure avant de lancer leur opération.
Dans la salle de torture de Corvado, Blueberry et Trevor « font connaissance » avec le bourreau chinois : « Avant de faile cuisine, Chang-Li était boulleau à Pékin ! » Il décide de torturer Blueberry en premier, même si Trevor est celui qui doit parler, car « [tlavail] bien meilleul ». À l'extérieur de Corvado, les jayhawkers dirigent les toros vers l'un des murs de l'enceinte. Quelques instants plus tard, MacClure allume les mèches des explosifs logés dans le chariot. Une fois allumées, Red Neck coupent les cordes retenant le chariot, lequel prend de la vitesse sur le versant de la colline pour finalement s'écraser contre un mur. Quelques secondes après, les charges explosent, créant une brèche dans le mur. 

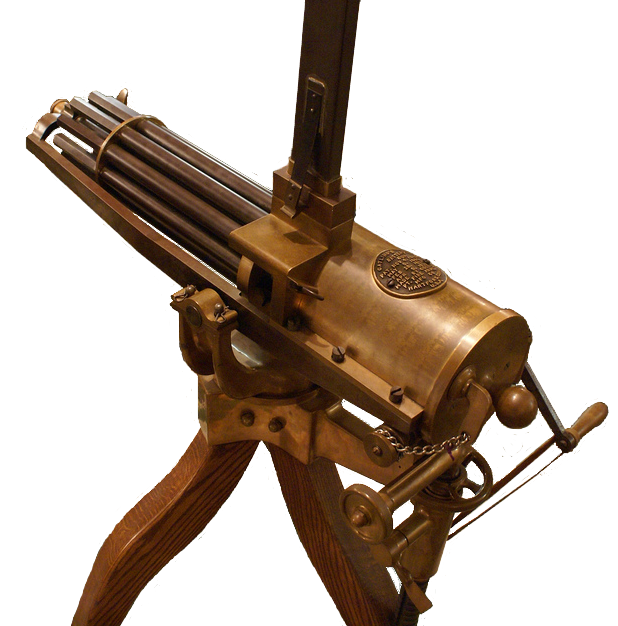
Une mitrailleuse Gatling datant probablement de la fin du XIXe siècle.

Dans Corvado, des soldats installent rapidement une mitrailleuse sur trépied pour abattre les toros, mais « emportées par leur ruée furieuse », des bêtes détruisent l'arme et renversent ses servants. Dès lors, les quelques défenseurs de la forteresse s'enfuient. MacClure attrape un soldat et exige, revolver sur sa tempe, qu'il les conduise où se trouve Blueberry. Dans la salle de torture, Chang-Li, alerté par les cris de soldats, s'apprête à poignarder Blueberry dans le ventre : « On meult plus lentement ! » MacClure tue le Chinois d'une balle, ainsi qu'un soldat sur place. Détaché de la table de torture, Blueberry découvre Kimball et Finlay, revolver au poing.
Lorsque les jayhawkers voient Trevor, ils sont étonnés. Les trois se connaissent du temps de la guerre de Sécession, Trevor mentionnant qu'il « [allait] les faire fusiller ». Alors que Finlay s'apprête à tuer Trevor, Blueberry le met en garde : « descends-le et tu pourras dire adieu à tous ces beaux dollars ». Les deux jayhawkers se tournent alors vers Blueberry, MacClure et Red Neck pour les tuer, mais Blueberry met en garde Kimball : ils ne seront pas de trop pour affronter les Mexicains et peuvent servir de monnaie d'échange. Pendant qu'ils s'éloignent de la salle, Blueberry suggère de libérer « les deux à trois cents prisonniers » de Corvado. Ainsi, les soldats mexicains auront fort à faire pour ramener le calme, ce qui leur permettra « de décrocher en paix ! »
Les prisonniers libérés, « ivres de haine et de carnage, massacrent tout dans Corvado ». De leur côté, la troupe menée par les jayhawkers s'éloigne dans la sierra en direction d'une cachette que Trevor connaît. Blueberry refuse de laisser Chihuahua Pearl dans « les sales pattes de Lopez ! » Pour l'empêcher d'aller la retrouver, Kimball l'assomme. À Chihuahua, un homme alerte Lopez que Corvado a été attaqué.
Cette alerte survient alors que Lopez et Chihuhahua Pearl s'apprêtent à entrer dans une église pour y être mariés. La femme affirme alors que « [cette] évasion rend notre délicieux mariage d'amour parfaitement inutile ». Furieux, Lopez affirme qu'elle ne s'en « [tirera] pas comme ça ». Par la force, il oblige la femme à entrer dans l'église et ordonne au prêtre de les marier sur-le-champ : « Rien que la bénédiction nuptiale, padre ». Une fois la cérémonie complétée, Chihuahua Pearl demande un baiser selon la tradition. Lorsque Lopez l'embrasse, Boudini invite les gens présents à leur souhaiter « longue vie et bonheur », mais se rend compte de la disparition de son Derringer. Chihuahua Pearl explique alors qu'elle pointe le Derringer sur le ventre de Lopez. Elle ordonne ensuite à Lopez de la suivre vers la voiture nuptiale, Boudini servant de conducteur.

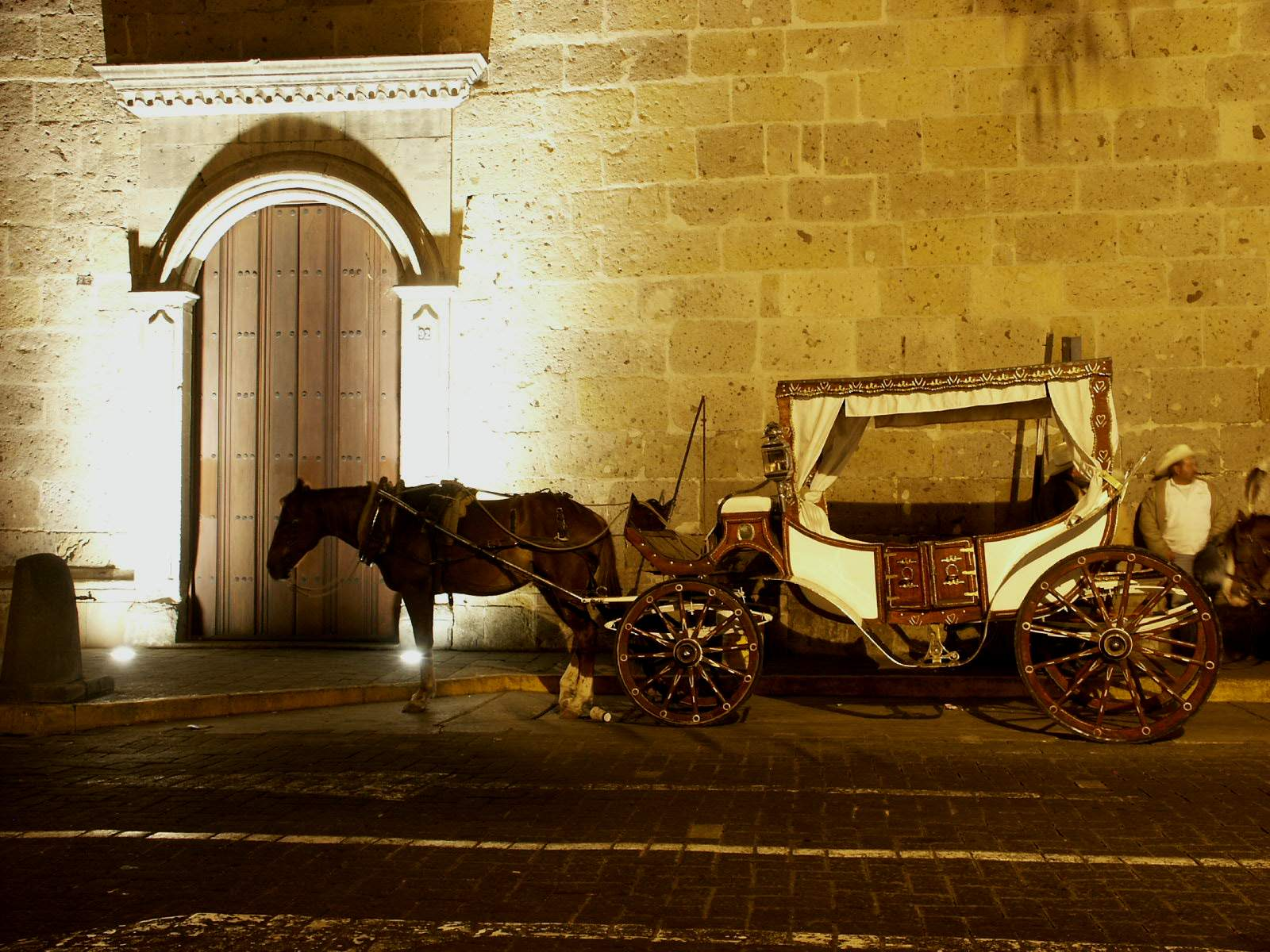
Calèche traditionnelle au Mexique.

Chihuahua Pearl oblige Lopez à monter dans la calèche nuptiale, Boudini les conduisant. Une fois sortis de la ville, il se dirigent vers Corvado et roulent « une bonne heure ». La femme fait arrêter la calèche et ordonne à Lopez de descendre, menaçant de le tuer. Alors qu'elle a le regard tourné vers le côté de la calèche, Boudini se tourne brusquement vers elle, pointant un Derringer qu'il cachait dans sa manche. Les deux tirent, mais Boudini a « sous-estimé les réflexes et l'adresse de Chihuahua Pearl ». Boudini mort, elle se tourne à nouveau vers Lopez et l'oblige à s'éloigner de la calèche. Elle détache les chevaux et s'éloigne au galop.
Dans la sierra, les jayhawkers et les autres hommes sont dirigés par Trevor vers un « vulgaire massif d'épineux » qui lui aurait servi de cache. Finlay ne peut croire qu'il s'agit d'une cache, jusqu'à ce qu'ils empruntent un sentier qui les mène à un aven, au fond duquel se trouve le repaire secret de Trevor. Sur place se trouvent quelques meubles. Finlay tente de convaincre Trevor de partager le trésor, mais il réplique qu'il a dû devenir desperado pour continuer à protéger son secret, et qu'il n'est pas prêt à le révéler, à moins que ce ne soit pour armer les hommes qui mèneront la revanche du sud. Kimball menace Trevor de plusieurs maux s'il ne révèle pas l'endroit où se trouve le trésor des Confédérés.
Quelques instants plus tard, Chihuahua Pearl entre dans l'aven et est capturée par les jayhawkers. Trevor, devant la menace de la voir tuée par Finlay, accepte de les mener au trésor dans « un pueblo fantôme à vingt miles au sud ». Trevor raconte comment il est parvenu, avec l'aide de soldats sudistes, à enterrer le trésor à la place d'un soldat tué lors d'une conflit avec des soldats mexicains. Avant de mener les jayhawkers au trésor, il exige des garanties. Il obtient que les autres prisonniers demeurent vivants dans l'aven.
Kimball préfère que les autres prisonniers soient tués, mais Finlay explique son plan : ils alerteront les Mexicains de leur présence dans l'aven. Blueberry, MacClure, Red Neck et Chihuahua Pearl discutent de leur situation et la femme explique comment elle en est arrivée à requérir l'aide du gouvernement des États-Unis. La nuit tombée, Trevor se présente rasé et habillé avec « élégance ». Il fait ses adieux à Chihuahua Pearl et lui dit que, s'il venait à mourir, de « [retrouver] son corps et [de chercher] dans sa botte gauche ». Peu après, les jayhawkers et Trevor quittent l'aven, laissant les quatre autres désarmés et sans cheval.

## Incohérences dans le scénario
Trevor déclare que Finlay et Kimball ont déserté à la fin de la guerre, ce qui est contradictoire avec le fait qu'ils aient refusé la capitulation sudiste et soient passés au Mexique pour continuer la lutte.
Trevor déclare que Finlay et Kimball ont servi sous ses ordres dans un régiment de cavalerie à la fin de la guerre, ce qui est contradictoire avec sa qualité d'aide de camp du président de la Confédération Jefferson Davis au même moment.
Trevor déclare que Finlay et Kimball ont servi dans un régiment de cavalerie de Géorgie, ce qui est contradictoire avec l'album Le Cavalier perdu où il est dit que Finlay et toute sa bande sont Texans.

## Personnages principaux
- Blueberry : lieutenant de cavalerie renvoyé de l'armée et secrètement envoyé en mission pour récupérer le trésor des Confédérés[31].
- MacClure : vieil homme alcoolique[32] et « compagnon de plusieurs aventures de Blueberry »[33].
- Red Neck : « autre compagnon d'aventures de Blueberry »[34].
- Chihuahua Pearl : Une « show-girl américaine [...] blonde et capiteuse »[35] qui tente de mettre la main sur le trésor des Confédérés[36].
- Vigo : officier mexicain[37] qui tente de mettre la main sur le trésor des Confédérés avec l'aide de quelques soldats[36].
- Kimball et Finley : jayhawkers recherchés par les autorités américaines pour divers crimes[38]. Eux aussi tentent de mettre la main sur le trésor des Confédérés[36].
- Lopez : gouverneur de l'État de Chihuahua[39] qui tente aussi de mettre la main sur le trésor des Confédérés[40].
- Boudini : escamoteur qui sert d'agent secret à Lopez[41].
- Trevor : ancien colonel sudiste qui connaît la cachette du trésor des Confédérés[42].

## Éditions
- L'Homme qui valait 500 000 $, 1973, Dargaud, 48 p.  (ISBN 2205043420)
  - Réédition en 1984.  (ISBN 2-205-00695-9)